# Коффиналь-Дюбай, Жан-Батист
Жан-Бати́ст Коффина́ль-Дюба́й (фр. Jean-Baptiste Coffinhal-Dubail; 7 ноября 1762, Вик-сюр-Сер — 6 августа 1794, Париж) — деятель Великой французской революции, монтаньяр. Будучи судьёй Революционного трибунала Франции, вынес около 2 000 смертных приговоров. Гильотинирован.

## Биография
Младший из трёх братьев, из которых все — юристы и все — революционеры. До революции — врач. В 1791 году — один из руководителей клуба Кордельеров. Участник восстания 10 августа 1792 года и взятия Тюильри. Член Генерального совета Парижской коммуны. С марта 1793 года — судья, а с сентября того же года — заместитель председателя Революционного трибунала в Париже.
Исполнял свои обязанности с беспримерной жестокостью: отказал в удовлетворении петиции о помиловании Лавуазье, заявив при этом, что «Республике не нужны учёные!» (чему, впрочем, нет надёжных доказательств). Приговорив к смерти одного учителя фехтования, снабдил приговор шуткой: «Ну, старина, попробуй-ка отразить этот удар!». Вёл процесс эбертистов. Всего за время исполнения обязанности судьи вынес около 2 тысяч смертных приговоров.
Являлся ревностным сторонником Робеспьера и принял самое активное участие в выступлении коммуны Парижа против Термидорианского переворота. До прибытия в здание Коммуны мэра Парижа Флерио-Леско он фактически осуществлял руководство данным движением. В 8 часов вечера 9 термидора Коффиналь лично возглавил колонну верных Коммуне войск, ворвался в помещение Комитета общей безопасности в Тюильри и, угрожая оружием членам Комитета Амару и Вуллану, освободил ранее арестованного термидорианцами командующего Национальной гвардии Анрио (тоже активного сторонника Робеспьера).
Как считают многие исследователи, в этот момент Коффиналь мог разогнать заседавший в этом же здании Конвент и переломить ход событий 9 термидора в пользу Робеспьера и его соратников. Члены Конвента были в панике, председательствующий Колло д'Эрбуа обратился к депутатам со словами: «Граждане, наступил момент умереть на нашем посту!».
Но Коффиналь, не имея прямой директивы Коммуны на захват Конвента, не рискнул проявить инициативу и развить свой успех. Вместе с Анрио он вернулся в Ратушу.
Через несколько часов Коффиналь явился в администрацию полиции, где содержался арестованный Робеспьер и освободил его. При этом Робеспьер не хотел покидать тюрьмы, и Коффиналь чуть ли не силой заставил того пойти в ратушу.
Когда здание Коммуны около 2 часов ночи 10 термидора было захвачено верными Конвенту войсками, Коффиналь был одним из немногих, кто сумел избежать ареста, несмотря на тщательный обыск здания, и бежать.
10 термидора Конвент официально отстранил его от должности и объявил вне закона: на пост заместителя председателя Революционного трибунала был назначен Дельеж.
Коффиналь скрывался в окрестностях Парижа до 17 термидора, но голод вынудил его вернуться в Париж, где он обратился за помощью к своему знакомому, который был ему многим обязан. Тот обещал предоставить ему убежище, но в тот же день выдал Коффиналя властям.
Так как Коффиналь уже был объявлен вне закона, то судебного процесса над ним не было. Уголовный суд Парижского департамента только установил его личность и на следующий день — 18 термидора II года (6 августа 1794 года) — Коффиналь был казнён на гильотине.

## Комментарии
1. ↑  Впервые эта термидорианская легенда появляется в докладе «Отчёт о разрушениях, вызванных варварством...»Rapport sur les destructions opérées par le vandalisme, et sur les moyens de le réprimer : séance du 14 fructidor, l'an second de la République une et indivisible ; suivi du Décret de la Convention nationale ([Reprod.) / Convention nationale ; [réd.] par Grégoire | Gallica] (Troisième rapport sur le vandalisme) аббата Грегуара 31 августа 1794 года.
«Il faut transmettre à l’histoire un propos de Dumas, concernant une science dont les bienfaits incalculables s’appliquent à divers arts, et spécialement à celui de la guerre. Lavoisier témoignait le désir de ne monter que quinze jours plus tard à l’échafaud, afin de compléter des expériences utiles à la République. Dumas lui répond : “Nous n’avons plus besoin de chimistes”»[1]
(Нам не нужны химики)
Как видим, слова принадлежат Дюма, председателю Революционного Трибунала, в то время, что сам Дюма отсутствовал и его место в суде занимал Коффиналь, его заместитель.
После падения Робеспьера 9 термидора и казни робеспьеристов, победители всячески старались очернить их деятельность во время Якобинской диктатуры, в которых сами «очернители» принимали активное участие[2][3].
2. ↑  Комментируя это высказывание, Дэнис Дювин, английский эксперт по Лавуазье и собиратель его работ, написал что «Можно быть практически уверенным, что эта цитата никогда не была сказана». Для доказательств смотрите следующее: Duveen, Denis I. Antoine Laurent Lavoisier and the French Revolution (англ.) // Journal of Chemical Education[англ.] : journal. — 1954. — February (vol. 31, no. 2). — P. 60 — 65. — doi:10.1021/ed031p60. 
Но по другой версии, Робеспьер заявил: «Республике нужны не химики, а патриоты» (Черняк Е. Пламя Парижа и его отблески. Наука и жизнь. 1989, № 8. с.83) (В данной статье нет ссылок на источник этого отголоска термидорианской легенды)